# Église Saint-Martin de Poussignac
Pour les articles homonymes, voir Église Saint-Martin.
L'église Saint-Martin est une église catholique située à Poussignac, en France.

## Localisation
L'église Saint-Martin est située sur le territoire de la commune de Poussignac, à près de deux kilomètres du principal hameau entourant la mairie, dans le département français de Lot-et-Garonne, .

## Historique
L’église de Poussignac date du XIVe et du XVIe siècle. Elle est toute couverte par une belle voûte en pierre. Elle possède trois chapelles. Deux sont respectivement dédiées à la Sainte Vierge et à Saint Joseph. Les fonts baptismaux et le confessionnal se trouvent dans la troisième. 
D'après le chanoine Durengues, l'église a été restaurée en 1831 pour une dépense de 3 000 francs.
L'édifice est inscrit au titre des monuments historiques le 20 mars 1929.